# República Federal da Sérvia (1990–2006)
A República da Sérvia (em servo-croata: Republika Srbija) foi uma unidade federal, juntamente com o Montenegro, da República Socialista Federativa da Iugoslávia de 1990 a 1992, da República Federal da Iugoslávia de 1992 a 2003, a união estatal da Sérvia e Montenegro entre 2003 e 2006. Com a secessão do Montenegro, a partir da união com a Sérvia em 2006, ambos os estados tornaram-se soberanos em sua própria direita.
A República Socialista da Sérvia foi dissolvida em 1990, depois da Liga dos Comunistas da Iugoslávia desmoronou. Essa República, liderada pelo Partido Socialista da Sérvia de Slobodan Milošević, aprovou uma nova Constituição em que a Sérvia seria uma república constituinte das instituições democráticas na Iugoslávia e, o adjetivo "socialista" foi retirado do título oficial.
Com o colapso da República Federativa Socialista da Iugoslávia em 1992, as duas repúblicas da Sérvia e Montenegro concordaram em formar um novo Estado iugoslavo, que oficialmente abandonou o comunismo em favor da formação de uma nova Iugoslávia na base das instituições democráticas (embora a república mantivesse o seu brasão de armas). Esta nova Iugoslávia era conhecida como a República Federal da Iugoslávia (RFI). A Sérvia parece ser a república dominante da República Federal da Iugoslávia por causa das grandes diferenças em tamanho e população entre as repúblicas no entanto, internamente o governo federal era composto por montenegrinos, assim como por sérvios.
Embora a Sérvia conseguiu, pelo menos nominalmente, para ficar de fora das Guerras iugoslavas até 1999, quando a Guerra do Kosovo eclodiu, os anos 1990 foram marcados por um colapso econômico (incluindo a hiperinflação em recorde mundial) sombra das guerras na crise de vizinhança e de refugiados e o regime autoritário de Slobodan Milosevic. Após a oposição democrática alcançar o poder em 2000, o país começou a transição democrática e económica gradual, uma década depois da maioria dos outros países do Leste Europeu.

## Divisão administrativa
Dentro da República Federal da Sérvia havia duas províncias autônomas: a Província Autônoma da Voivodina e da Província Autônoma de Kosovo e Metohija. A parte central da República Socialista da Sérvia, fora das duas províncias autônomas, é geralmente chamada de "Sérvia propriamente dita" ("Uza Srbija").